# みやぎ川崎慶長遣欧使節団 支倉常長隊
みやぎ川崎慶長遣欧使節団 支倉常長隊（みやぎ かわさき けいちょうけんおうしせつだん はせくらつねながたい）は宮城県柴田郡川崎町の公式PR隊である。通称、支倉常長隊。

## 概要
2013年に宮城県川崎町が地元出身の支倉常長をモチーフに常長の出帆400年に合わせて結成した。
川崎町内外のイベントに出陣して町のPRを担うほか、「ブラはせくら」という川崎町の観光ツアーも行っている。

## 隊員
支倉常長を中心に川崎町に因んだ歴史上の人物、慶長遣欧使節団員などで構成されている。
- 支倉六右衛門常長：中村圭佑
  - 甲冑姿の支倉常長
- 伊達村詮
- 砂金右兵衛実常
- 滝野嘉兵衛
- 野間半兵衛
- 伊丹宗味
- ルイス・ソテロ
- チョコえもん